# Oskar Tomczyk
Oskar Tomczyk (ur. 25 stycznia 2006 w Płocku) – polski piłkarz, występujący na pozycji środkowego napastnika lub pomocnika.